# Roeselia melanomedia
Roeselia melanomedia är en fjärilsart som beskrevs av Inoue 1991. Roeselia melanomedia ingår i släktet Roeselia och familjen trågspinnare. Inga underarter finns listade.